# Anfiteatro romano di Cagliari
L'anfiteatro romano di Cagliari è un edificio di epoca romana, situato nel capoluogo sardo.

## Descrizione
L'anfiteatro è per metà scavato nella roccia mentre la parte restante era in calcare bianco, e la facciata sud, oggi scomparsa, doveva superare i 20 metri d'altezza. L'anfiteatro ospitava combattimenti tra animali, tra gladiatori e tra combattenti specializzati che venivano reclutati anche fuori dalla Sardegna. In egual misura venivano eseguite le pene capitali davanti alla folla esultante nonché spettacoli teatrali.
Poteva contenere 8 000 o 10 000 spettatori circa, quasi 1/3 degli abitanti della Carales romana. Sopra l'arena vi era il podium, riservato ai personaggi di spicco. I cittadini liberi prendevano posto, a seconda del rango, nell'ima, media, summa cavea. Alle donne e agli schiavi era invece destinata l'ultima gradinata coperta.

## Storia

### Età romana e secoli successivi
Venne edificato tra il I e il II secolo d.C., quando la Sardegna, assieme alla Corsica, era sottoposta, ormai da secoli, alla dominazione romana (Sardinia et Corsica).
A seguito della diffusione del cristianesimo nei territori dell'Impero romano, le lotte gladiatorie divennero sempre più impopolari tant'è che nel 438 d.C. l'imperatore Valentiniano III le proibì per legge.
L'anfiteatro cadde così in disuso e a partire dal periodo altomedioevale fino al medioevo venne utilizzato come cava dai vari conquistatori (Bizantini, Pisani, Aragonesi ecc.) che necessitavano di materiali a buon mercato per la costruzione di nuove fortificazioni.

### Epoca contemporanea

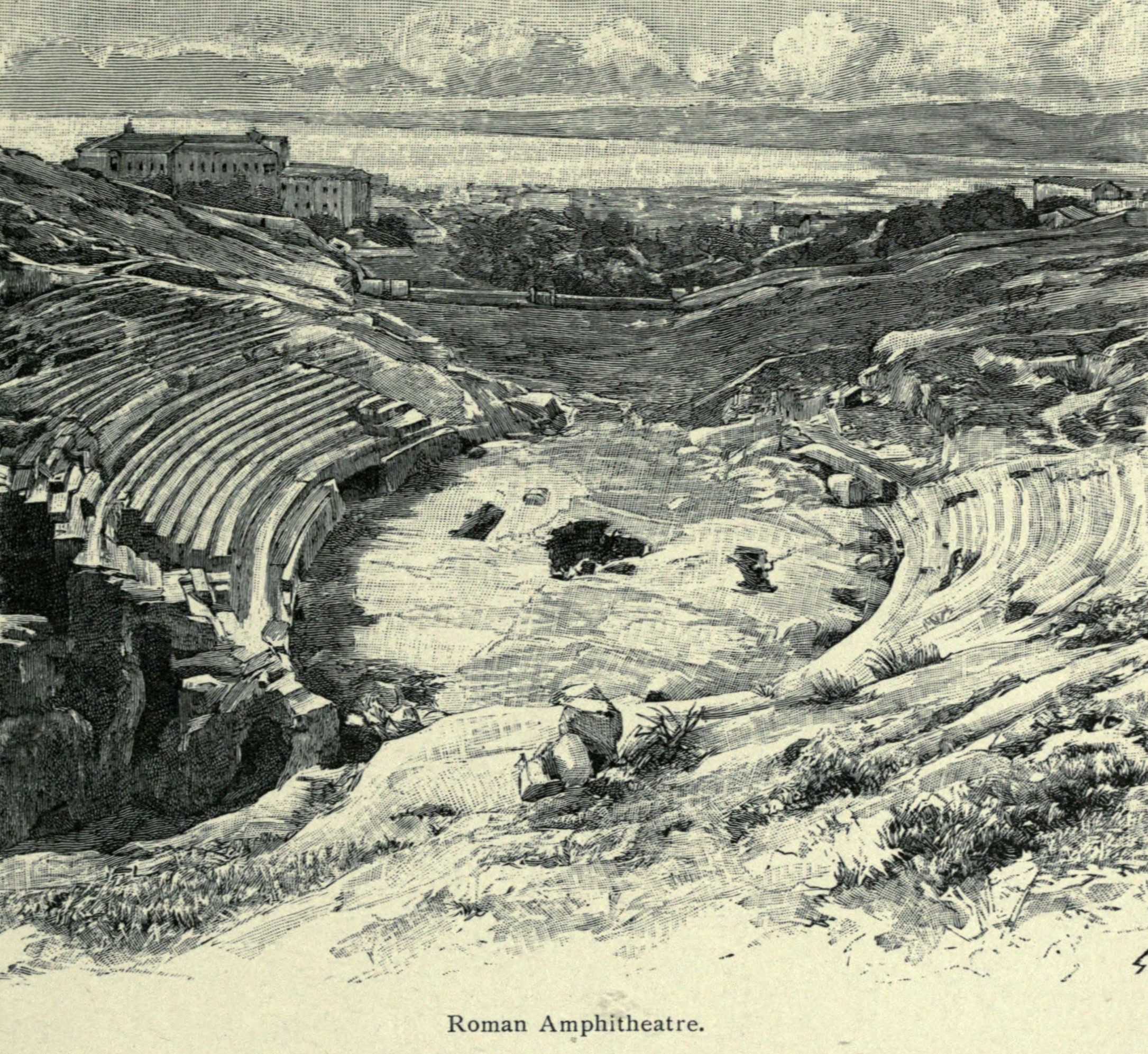
Nel 1896

Nel XIX secolo l'area venne acquisita dal comune di Cagliari che affidò gli scavi archeologici al canonico Giovanni Spano.
Al tempo, l'anfiteatro era completamente sepolto sotto terra, così come i corridoi dei piani inferiori.
Gli scavi archeologici portarono alla luce non solo monete e altri reperti, ma anche una grande quantità di sottili lastre di marmo, che avevano la funzione di rivestivire l'arena.

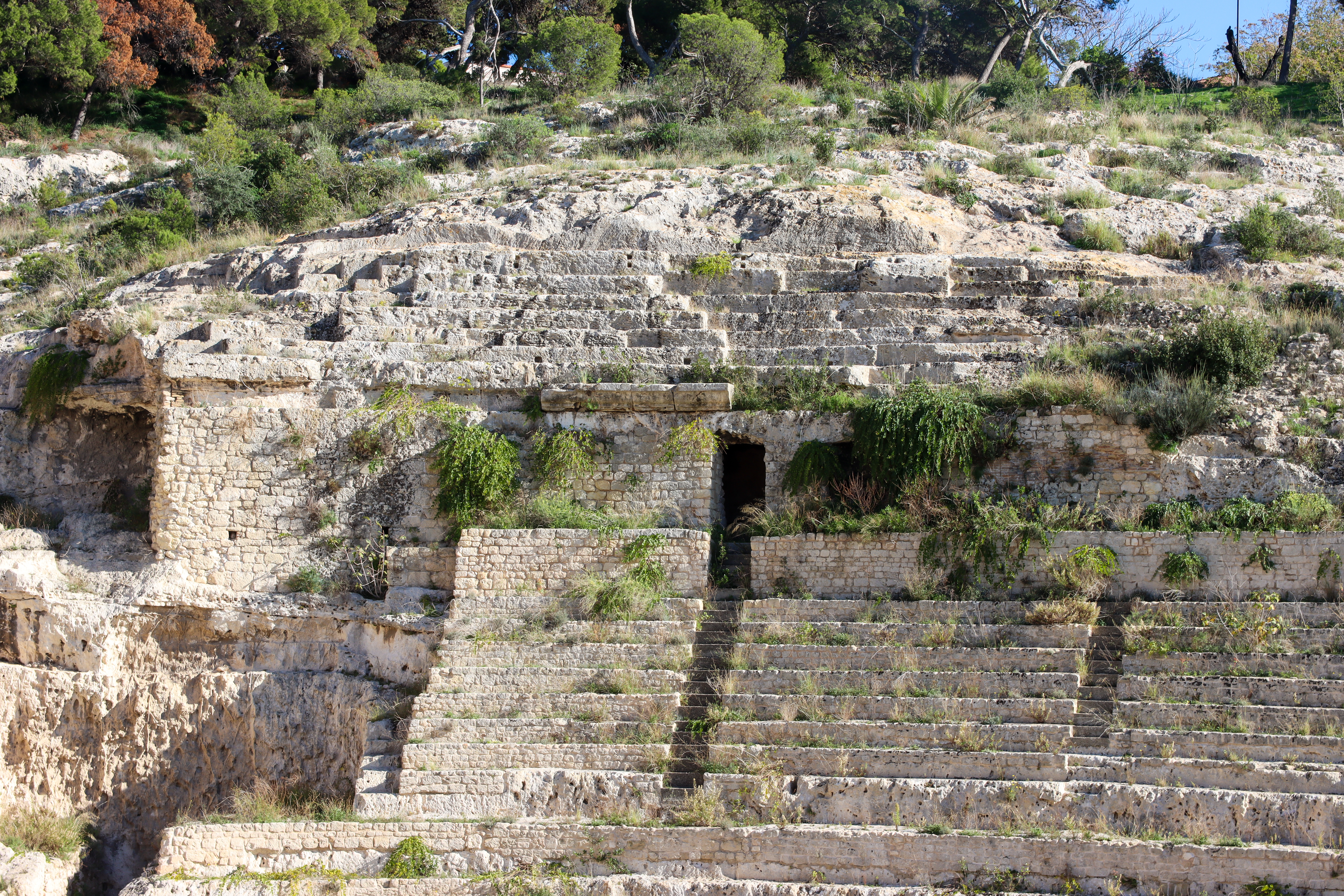
Gradinate

Nei primi anni 2000 l'anfiteatro fu ricoperto da una struttura in ferro e legno che permetteva di ospitare spettacoli e concerti durante la stagione estiva. Queste strutture vennero poi rimosse dalle successive amministrazioni comunali per riportare l'anfiteatro alla sua originaria funzione di sito archeologico.